# Raúl Spank
Raúl Spank (Dresde, Alemania, 13 de julio de 1988) es un atleta alemán, especialista en la prueba de salto de altura, con la que llegó a ser medallista de bronce mundial en 2009.

## Carrera deportiva
En el Mundial de Berlín 2009 gana la medalla de bronce en salto de altura, con un salto de 2,32 metros, quedando tras el ruso Yaroslav Rybakov (oro), el chipriota Kyriakos Ioannou (plata) y empatado con el polaco Sylwester Bednarek, que también ganó el bronce.